# Island und die Europäische Union
Island und die Europäische Union sind unter anderem durch die Mitgliedschaft Islands im Europäischen Wirtschaftsraum und die Teilnahme am Schengen-Raum eng miteinander verbunden. Island war von 2010 bis 2015 Beitrittskandidat der Europäischen Union. Das Land hatte am 17. Juli 2009 den Beitritt zur EU beantragt. Seit Annahme dieses Antrags am 17. Juni 2010 zählte Island zu den offiziellen Beitrittskandidaten. Am 27. Juli 2010 wurden die Beitrittsverhandlungen aufgenommen.
Bis zur Finanzkrise 2008 verhielten sich die Isländer abwartend bis ablehnend gegenüber einem EU-Beitritt, insbesondere wegen der zu befürchtenden Einschränkungen bei den Fischereirechten. Seither haben sich die Ansichten in der Bevölkerung und der Regierung mehrmals stark geändert.
Nachdem bei der isländischen Parlamentswahl im April 2009 die Allianz der pro-europäisch gesinnten Jóhanna Sigurðardóttir die Wahl gewann und eine Koalition mit der Links-Grünen Bewegung gebildet wurde, wurde am 17. Juli 2009 ein EU-Beitrittsgesuch beim Vorsitz in Stockholm eingereicht.
Mit der Parlamentswahl am 27. April 2013 besiegelten die Wähler jedoch das vorläufige Aus für Beitrittsbestrebungen Islands. Im Februar 2014 einigten sich die Regierungsparteien auf ein entsprechendes Gesetzesvorhaben, um das Beitrittsgesuch zurückzuziehen. Am 12. März 2015 zog Island schließlich den Beitrittsantrag offiziell zurück.

## Geschichte

### Nordische Passunion und EFTA
Am 1. Dezember 1955 trat Island der nordischen Passunion bei, bestehend aus Dänemark (erst später Färöer; ohne Grönland), Schweden, Finnland und Norwegen. Ziel war es, durch ein Arbeitsmarktabkommen unter anderem die Arbeitslosigkeit zu bekämpfen. Später trat auch die Abschaffung der Grenzkontrollen in Kraft.
Die Europäische Freihandelsassoziation (EFTA) war 1960 aufgrund einer Initiative des Vereinigten Königreichs gegründet worden, um gegenüber der neu entstandenen Europäischen Gemeinschaft (EG) eine Alternative in Form einer Freihandelszone anzubieten. Island trat ihr 1970 bei.

### Europäischer Binnenmarkt
Nachdem bereits kurz nach der Entstehung von EFTA und EG bilaterale Beziehungen zwischen den beiden Organisationen geschlossen wurden, gab es erste wichtige Erfolge, als zwischen den einzelnen EFTA-Staaten und der EG Freihandelsabkommen unterzeichnet wurden. Am 3. Mai 1992 wurde das Abkommen zum Europäischen Wirtschaftsraum (EWR) schließlich unterzeichnet, sodass unter anderem die Zölle zwischen allen EG- und allen EFTA-Staaten bis auf die Schweiz wegfielen.

### Schengener Abkommen
Nachdem Dänemark 1973 sowie Finnland und Schweden 1995 der EU beitraten, tat sich Mitte der 1990er ein Problem für die nordische Passunion auf. Durch den Beitritt der drei Länder zum Schengener Abkommen hätten für Reisen von und nach Norwegen und Island wieder Grenzkontrollen eingeführt werden müssen. Deswegen unterzeichneten Norwegen und Island am 18. Mai 1999 ein Abkommen zur Teilnahme am Schengener Abkommen. Die Färöer und Grönland waren zwar nicht betroffen, wurden aber durch ein Kooperationsabkommen ebenfalls von den Grenzkontrollen befreit.

### 2006/2007
Nach dem Abzug der US-amerikanischen Streitkräfte 2006, welche bis dato die Sicherheit des Inselstaates garantierten, wuchs die Angst vor einer politischen Isolation und es wurden Stimmen laut, sich wieder Europa anzunähern. Im Februar 2006 verkündete die damalige Regierung, eine Koalition aus Unabhängigkeitspartei und Fortschrittspartei, Island werde der EU noch vor 2015 beitreten.
Die im Mai 2007 neu gewählte Regierung aus Unabhängigkeitspartei und Allianz kündigte allerdings an, dass die Frage der EU-Mitgliedschaft vorläufig auf Eis gelegt werde, da dies in der kommenden vierjährigen Legislaturperiode „nicht aktuell“ sei. Auch die allgemeine Haltung der Isländer war eher EU-skeptisch. Insbesondere die Befürchtung, die für Island wichtigen Fischereirechte könnten bei einem EU-Beitritt eingeschränkt werden, trug hierzu bei. Infolge der Krise (siehe unten) schlug die Stimmung aber gegen die Regierung um. Ein EU-Beitritt und insbesondere die Aussicht auf die Einführung des Euro erschienen zunehmend attraktiv.

### Finanzkrise 2008
Die aus der Finanzkrise 2008 resultierenden wirtschaftlichen Folgen sind für Island und die Isländische Krone erheblich. Mehrere große Banken mussten verstaatlicht werden, da sie andernfalls kollabiert wären. Der isländische Staatshaushalt geriet in eine schwere Schieflage. Dies wurde vor allem der Regierung angelastet; es kam zu den größten Demonstrationen der isländischen Geschichte.
Ein EU-Beitritt wurde zunehmend populär. Insbesondere die Aussicht auf die Einführung des Euro als stabile Alternative zu der stark geschwächten isländischen Krone hatte große Unterstützung.
Die isländische Regierung hatte bereits früher über den Schritt nachgedacht, damals trat aber nur die Allianz offen für einen EU-Beitritt ein. Der isländische Fischereiminister Einar Guðfinnsson bekräftigte zwar, dass er weiterhin gegen den Beitritt sei, man die Beitrittsfrage aber in einem neuen Licht betrachten müsse.
Nach Beginn der Finanzkrise hat sich die Position einiger großer Parteien zum EU-Beitritt verändert. Die Fortschrittspartei beschloss auf ihrem Parteitag am 17. Januar 2009, den EU-Beitritt zu befürworten, allerdings mit Vorbehalten insbesondere bei den Fischereirechten.
Ende März 2009 folgte die bei der bisherigen Regierung beteiligte Unabhängigkeitspartei so weit, dass zuerst ein Referendum über die Aufnahme von Beitrittsgesprächen und nach deren Abschluss eine weitere Volksabstimmung über die Annahme der von der EU angebotenen Bedingungen abgehalten werden solle. Die Liberale Partei Islands jedoch blieb bei ihrer Position gegen den EU-Beitritt, wie in einer Mitgliederbefragung vom Januar 2009 bestätigt wurde.
Der damalige EU-Erweiterungskommissar Olli Rehn stellte Island frühzeitig eine schnelle Durchführung von Beitrittsverhandlungen in Aussicht. Er sprach sich deutlich gegen eine einseitige Einführung des Euro durch Island aus.
Die schwedische EU-Ratspräsidentschaft im zweiten Halbjahr 2009 setzte es sich auch zum Ziel, dem nordischen Island verkürzte Beitrittsverhandlungen zu ermöglichen.

### Rücktritt der Regierung und Neuwahlen
Am 26. Januar 2009 trat die Regierung aufgrund anhaltender Proteste aus der Bevölkerung zurück. Daraufhin übernahm die bisherige Sozialministerin Jóhanna Sigurðardóttir mit ihrer Allianz und der Links-Grünen Bewegung in einer Minderheitsregierung unter Tolerierung der Fortschrittspartei die Führung des Landes.
Bei den Neuwahlen am 25. April kam es zu einer Mehrheit für die Koalition unter Jóhanna Sigurðardóttir. Ihr Engagement für den EU-Beitritt ließ darauf schließen, dass innerhalb kürzester Zeit ein Beitrittsgesuch gestellt werden würde. Am 26. April 2009 kündigte sie an, ein Beitrittsgesuch stellen zu wollen, um nach Möglichkeit bis Ende 2010 ein Referendum über den Beitritt durchführen zu können. Am 25. Mai präsentierte sie dem Parlament einen Gesetzesentwurf, der die Beitrittsverhandlungen autorisierte.

### Beitrittsantrag
Am 16. Juli 2009 stimmte das isländische Parlament mit 33 zu 28 Stimmen für den Antrag Jóhanna Sigurðardóttirs. Das Beitrittsgesuch wurde am 17. Juli 2009  der EU-Kommission in Brüssel und der schwedischen Regierung, die zu dieser Zeit die EU-Ratspräsidentschaft innehatte, vorgelegt. Vertreter der EU hielten einen Beitritt innerhalb von zwei bis vier Jahren für möglich; wie die Bevölkerung Islands in einem Referendum stimmen würde, blieb offen.
Am 27. Juli 2009 gaben die EU-Außenminister der EU-Kommission den Auftrag, einen Beitritt Islands zu prüfen. Der Bericht muss spätestens ein Jahr später vorliegen. Dann müssen die EU-Außenminister einstimmig über den Kandidatenstatus Islands abstimmen. Die schwedische EU-Ratspräsidentschaft hat entgegen voriger Erklärungen einen beschleunigten Beitritt Islands ausgeschlossen.
Am 8. September 2009 übergab EU-Erweiterungskommissar Olli Rehn einen Beitrittsfragebogen (ca. 2.500 Fragen), dessen Antwort dem Europäischen Rat vorgelegt werden soll. Der isländische Außenminister Össur Skarphéðinsson gab an, man wolle den Fragebogen bis Mitte November beantworten, damit der Europäische Rat schon bei seinem Treffen im Dezember 2009 darüber befinden konnte, ob Island den Status als Beitrittskandidat erhält. Am 22. Oktober wurde die 8.870 Seiten lange Antwort Brüssel übergeben.
Anfang November ernannte die isländische Regierung das Verhandlungskomitee für die Beitrittsverhandlungen. Die EU zeigte sich mit der Beantwortung des Fragebogens weitgehend zufrieden und stellte Anfang Dezember 2009 einige Nachfragen. Die isländische Regierung stellte deren Beantwortung innerhalb weniger Tage in Aussicht.
Am 4. Januar 2010 legte Islands Präsident Ólafur Grímsson sein Veto gegen das im Dezember verabschiedete „Icesave“-Gesetz ein, das ausländische Sparer, insbesondere in Großbritannien und den Niederlanden, entschädigen soll. Dadurch waren die internationalen Kredite für Island in Gefahr; auch die baldige Aufnahme Islands in die Europäische Union wurde in Gefahr gesehen. Die spanische EU-Ratspräsidentschaft 2010 hingegen betrachtete das Icesave-Gesetz als eine vom Beitrittsprozess unabhängige Frage. Auch der niederländische Außenminister Maxime Verhagen erklärte, dass die Niederlande die Aufnahme von Beitrittsverhandlungen nicht blockieren werden.
Am 24. Februar 2010 empfahl die Europäische Kommission die Aufnahme von Beitrittsverhandlungen, was am 17. Juni 2010 auf einem EU-Gipfel des Ministerrates abgesegnet wurde. Island zählt damit zu den offiziellen Beitrittskandidaten der EU. Am 17. Juni 2010 gab der Rat der Europäischen Union grünes Licht für die Aufnahme von Beitrittsverhandlungen mit Island und am 7. Juli 2010 auch das Europäische Parlament.
Im Zuge dieser Entwicklungen wurde auch eine neue isländische Verfassung diskutiert.

### Verhandlungen
Am 27. Juli 2010 wurden die Beitrittsverhandlungen offiziell aufgenommen. Das Screening begann am 15. November 2010 und endete am 27. Juni 2011. An jenem Tag begannen die formalen Verhandlungen mit der Öffnung von vier Kapiteln. Ziel Islands war es, unter der polnischen Ratspräsidentschaft (zweite Hälfte des Jahres 2011) die erste Hälfte der Kapitel und die zweite Hälfte unter dänischem Vorsitz in der ersten Hälfte des Jahres 2012 zu öffnen. Dieser Zeitplan wurde nicht eingehalten: Am Ende des Jahres 2011 waren erst ein Drittel der Verhandlungskapitel geöffnet und acht Kapitel provisorisch geschlossen. In der ersten Hälfte des Jahres 2012 kamen neun geöffnete Kapitel dazu. Zwei Kapitel wurden in der ersten Jahreshälfte 2012 provisorisch geschlossen.
Im Jahr 2012 kam es in Island zu einer Diskussion darüber, ob Island seine Krone aufgeben und der Kanadische Dollar eingeführt werden solle.
Im Januar 2013 waren ein Drittel (11) der Kapitel geschlossen, weitere 16 Kapitel geöffnet und 6 Kapitel noch nicht eröffnet. Die damalige isländische Regierung plante, die Verhandlungen binnen Jahresfrist abzuschließen und in der ersten Jahreshälfte 2014 das Beitrittsreferendum abzuhalten. Wegen der Parlamentswahlen am 27. April 2013 beschloss Island am 14. Januar 2013 im Rahmen der Beitrittsverhandlungen, keine neuen Verhandlungskapitel mehr zu eröffnen, da möglicherweise eine neue Regierung einen EU-Beitritt nicht mehr befürworten werde. Die Verhandlungen über bereits eröffnete Kapitel gingen weiter.
Die bisherigen Regierungsparteien und die neue Partei Björt framtíð („Strahlende Zukunft“) befürworteten den Abschluss der Verhandlungen; die damaligen Oppositionsparteien Sjálfstæðisflokkurinn („Unabhängigkeitspartei“) und Framsóknarflokkurinn („Fortschrittspartei“) forderten einen sofortigen Stopp der Verhandlungen.
Im Februar 2014 einigten sich die Regierungsparteien auf ein Gesetzesvorhaben, um das Beitrittsgesuch zurückzuziehen. Nach Protesten und der öffentlichen Forderung nach einem Beitrittsreferendum wurde der Beschluss am 13. Mai 2014 jedoch vorläufig wieder zurückgezogen. Über die Abhaltung eines nationalen Referendums sollte nach der Sommerpause entschieden werden. Anfang September 2014 gab es Überlegungen der Regierung, das Gesetzesvorhaben zum Rückzug des Beitrittsgesuchs abzubrechen, während eine Umfrage eine wachsende Befürwortung des EU-Beitritts in der Bevölkerung zeigte.

### Rücknahme des Beitrittsantrages
Am 12. März 2015 zog die isländische Regierung den Antrag auf einen Beitritt des Landes zur Europäischen Union offiziell zurück. Die Rücknahme des Beitrittsantrages hatte die Regierung schon nach der Parlamentswahl in Island 2013 angekündigt. Außenminister Gunnar Bragi Sveinsson erklärte zur Begründung, dass den Interessen Islands außerhalb der Europäischen Union besser gedient sei. Die isländische Regierung habe auch keine Absichten, die Beitrittsgespräche wieder aufzunehmen. Dass die Regierung bei dieser Entscheidung das isländische Parlament Althing umgangen hatte, führte zu Protestdemonstrationen in Reykjavík. Am 15. März 2015 demonstrierten deshalb ungefähr 7000 Personen vor dem Althing. Mehr als 20 % der isländischen Bevölkerung hatten eine Petition unterzeichnet, in der die Regierungsparteien aufgefordert wurden, ihr Versprechen einzuhalten, eine Volksabstimmung über die Fortsetzung der EU-Beitrittsverhandlungen durchzuführen. Die Oppositionsparteien im Althing reagierten auf die Regierungsentscheidung mit einem Brief an Vertreter der EU, worin sie erklärten, dass Gunnar Bragi Sveinsson nicht über die Kompetenz verfüge, die Gespräche mit der EU für beendet zu erklären. Gunnar Bragi seinerseits verglich diesen Brief der Opposition mit einem „Putsch“.

### Ankündigung eines Referendums
Die Außenministerin Þorgerður Katrín Gunnarsdóttir kündigte im Dezember 2024 an, bis spätestens 2027 in einem Referendum die Fortsetzung der Beitrittsgespräche abstimmen zu lassen.

## Meinungsumfragen

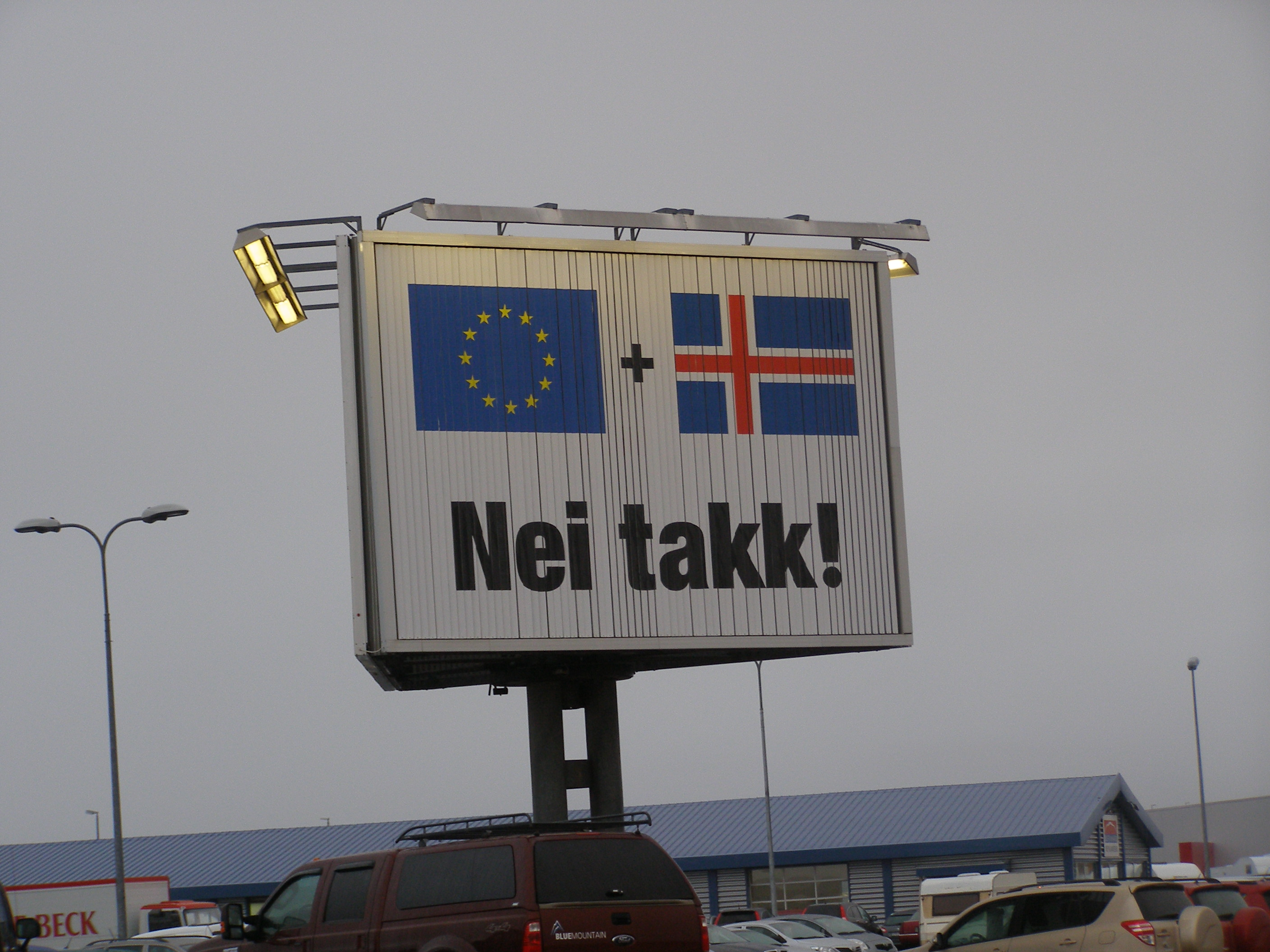
„EU + Island. Nein Danke!“ Plakat in Keflavík im November 2013.

Eine von der Zeitung Fréttablaðið im Oktober 2008 durchgeführte Meinungsumfrage ergab, dass 70 Prozent der Isländer ein Referendum über den EU-Beitritt abhalten wollten, und 49 Prozent sagten, sie würden einen Beitritt befürworten. Anderen Zahlen zufolge sprachen sich sogar über 70 Prozent der Isländer für einen EU-Beitritt aus. Für die Einführung des Euros plädierten sogar 72 Prozent.
Umfragen im März 2009 zeigten eine Abkühlung der EU-Begeisterung: Anhänger und Gegner waren gleichauf.
Eine am 6. Mai 2009 veröffentlichte Umfrage des Meinungsforschungsinstituts Gallup zeigte, dass 61,2 Prozent der Isländer für Beitrittsverhandlungen waren und 29,6 Prozent dagegen. Bei der Frage nach dem Beitritt selbst hielten sich Befürworter und Gegner die Waage.
Im September 2009 stieg die Ablehnung der Isländer bezüglich eines EU-Beitritts auf ein Rekordhoch von 61,5 Prozent. Als einer der möglichen Gründe dieser starken Ablehnung wurden die Haltungen der britischen und der niederländischen Regierungen im Icesave-Streit gesehen. Für einen Beitritt waren lediglich 38,5 Prozent der Befragten. In von 2009 bis 2022 veröffentlichten Meinungsumfragen hat sich eine Mehrheit der Isländer gegen den EU-Beitritt ausgesprochen. Im März 2022 ergab eine Gallup-Umfrage erstmals seit Jahren wieder eine relative Mehrheit (47 Prozent) für einen Beitritt zur Europäischen Union, 33 Prozent waren dagegen.
Auch nach erfolgreichem Abschluss der Beitrittsverhandlungen hätte Island erst nach einem positiven Ergebnis der Volksabstimmung der EU beitreten können, da dies Voraussetzung für die Aufnahme ist.
Im Juni 2024 befürworteten 54 Prozent der Befragten eine EU-Mitgliedschaft.

## Übersicht über den Verhandlungsfortschritt
Nach Auffassung der EU hatte Island schon zehn der 33 Verhandlungskapitel voll implementiert. In elf Kapiteln bestand eine teilweise Implementierung durch die Mitgliedschaft im EWR. Zwölf Kapitel hätten hingegen neu verhandelt werden müssen.
Das Screening der Verhandlungskapitel wurde am 15. November 2010 begonnen und am 17. Juni 2011 abgeschlossen.
Am 27. Juni 2011 wurden die ersten vier Verhandlungskapitel eröffnet. Zwei davon konnten sofort abgeschlossen werden. Der isländische Außenminister Össur Skarphéðinsson kündigte dabei an, sein Land wolle im zweiten Halbjahr 2011 unter polnischem Ratsvorsitz die Hälfte der verbleibenden Verhandlungskapitel eröffnen, darunter auch die eher schwierigen Kapitel 11 „Landwirtschaft und ländliche Entwicklung“ und 13 „Fischerei“. Im ersten Halbjahr 2012 wolle Island dann unter dänischem Vorsitz die restlichen Bereiche bearbeiten, allerdings war dieser Zeitplan zu optimistisch.
Am 19. Oktober 2011 wurden zwei weitere Kapitel eröffnet und am gleichen Tag abgeschlossen. Auf der Beitrittskonferenz auf Ministerebene am 12. Dezember 2011 wurden fünf weitere Kapitel eröffnet und vier davon am gleichen Tag abgeschlossen. Es wurden nun insgesamt elf Kapitel eröffnet und acht davon abgeschlossen.
Um den Beitrittsprozess mit Island rasch voranzutreiben, wurde für Ende März 2012 die nächste Beitrittskonferenz angesetzt. Bei dieser Beitrittskonferenz, der zweiten auf Stellvertreterebene, wurden am 30. März 2012 vier weitere Kapitel (8, 15, 28 und 31) eröffnet und zwei davon vorläufig gleich wieder geschlossen (Kapitel 28 und 31). Bei der folgenden Beitrittskonferenz auf Ministerebene am 22. Juni 2012 wurden die Beschlüsse vom 30. März 2012 bestätigt und drei weitere Kapitel (14, 19 und 32) eröffnet. Bei der darauf folgenden Beitrittskonferenz am 24. Oktober 2012 wurden die Kapitel 9, 18 und 29 eröffnet, auf der Beitrittskonferenz am 18. Dezember 2012 dann die Kapitel 1, 16, 17, 22, 27 und 30 eröffnet sowie das Kapitel 8 vorläufig geschlossen.
Nachdem die amtierende Regierung beschlossen hatte, keine neuen Verhandlungskapitel vor der Parlamentswahl im April 2013 zu eröffnen, wurde die für März 2013 anberaumte Beitrittskonferenz abgesagt. Die bereits eröffneten Kapitel sollten weiterverhandelt werden. Nach der Parlamentswahl, die zu einem Regierungswechsel führte, setzte die Koalition von Unabhängigkeitspartei und Fortschrittspartei die Beitrittsgespräche aus.
Eine im Januar 2014 veröffentlichte Umfrage fand heraus, dass 67,5 % der Isländer ein Referendum über die Fortsetzung der Beitrittsverhandlungen befürworteten. Die Regierungsparteien stimmten am 22. Februar 2014 überein, das Beitrittsgesuch offiziell zurückzuziehen, ohne ein Referendum darüber abzuhalten. Des Weiteren legten sie dem Parlament einen Gesetzesentwurf vor, um die Zustimmung dafür zu bekommen. Diese Entscheidung führte dazu, dass tausende Demonstranten auf den Straßen vor dem Parlamentsgebäude in Reykjavík protestierten. Am 28. Februar 2014 waren 82 % der Isländer dafür, ein Referendum abzuhalten. Über 40.000 Menschen (16,5 % der Wahlberechtigten) hatten eine Petition unterschrieben. Diese fordert, das versprochene Referendum durchzuführen. Anfang März 2014 erwähnte der EU-Botschafter in Island die Möglichkeit einer Aussetzung der Verhandlungen, statt zwischen einer Wiederaufnahme oder einem formellen Rückzug des Beitrittsgesuchs zu entscheiden, „dies jedoch nicht für einen unbegrenzten Zeitraum“. Der Gesetzesantrag der Regierung wurde bis zur Sommerpause des Parlaments nicht angenommen.
| Kapitel                                                                  | Screening         | eröffnet          | abgeschlossen     |
| ------------------------------------------------------------------------ | ----------------- | ----------------- | ----------------- |
| 1. Freier Warenverkehr                                                   | 8. Dezember 2010  | 18. Dezember 2012 | –                 |
| 2. Freizügigkeit der Arbeitnehmer                                        | 9. Februar 2011   | 19. Oktober 2011  | 19. Oktober 2011  |
| 3. Niederlassungsfreiheit und freier Dienstleistungsverkehr              | 9. Dezember 2010  | –                 | –                 |
| 4. Freier Kapitalverkehr                                                 | 10. Dezember 2010 | –                 | –                 |
| 5. Vergaberecht                                                          | 15. November 2010 | 27. Juni 2011     | –                 |
| 6. Gesellschaftsrecht                                                    | 17. November 2010 | 12. Dezember 2011 | 12. Dezember 2011 |
| 7. Schutz geistiger Eigentumsrechte                                      | 20. Dezember 2010 | 19. Oktober 2011  | 19. Oktober 2011  |
| 8. Wettbewerbsrecht                                                      | 6. Dezember 2010  | 30. März 2012     | 18. Dezember 2012 |
| 9. Finanzdienstleistungen                                                | 15. Dezember 2010 | 24. Oktober 2012  | –                 |
| 10. Informationsgesellschaft und Medien                                  | 18. November 2010 | 27. Juni 2011     | –                 |
| 11. Landwirtschaft und ländliche Entwicklung                             | 27. Januar 2011   | –                 | –                 |
| 12. Lebensmittelsicherheit, Veterinärpolitik und Pflanzenschutz          | 31. März 2011     | –                 | –                 |
| 13. Fischerei                                                            | 2. März 2011      | –                 | –                 |
| 14. Verkehrspolitik                                                      | 9. Juni 2011      | 22. Juni 2012     | –                 |
| 15. Energie                                                              | 17. Juni 2011     | 30. März 2012     | –                 |
| 16. Steuerpolitik                                                        | 4. März 2011      | 18. Dezember 2012 | –                 |
| 17. Wirtschafts- und Währungspolitik                                     | 18. Mai 2011      | 18. Dezember 2012 | –                 |
| 18. Statistiken                                                          | 7. Juni 2011      | 24. Oktober 2012  | –                 |
| 19. Sozialpolitik und Beschäftigung                                      | 16. März 2011     | 22. Juni 2012     | –                 |
| 20. Unternehmens- und Industriepolitik                                   | 26. Mai 2011      | 12. Dezember 2011 | 12. Dezember 2011 |
| 21. Transeuropäisches Verkehrsnetz                                       | 10. Juni 2011     | 12. Dezember 2011 | 12. Dezember 2011 |
| 22. Regionalpolitik und Koordination der strukturpolitischen Instrumente | 22. März 2011     | 18. Dezember 2012 | –                 |
| 23. Justiz und Grundrechte                                               | 11. Februar 2011  | 12. Dezember 2011 | 12. Dezember 2011 |
| 24. Justiz, Freiheit und Sicherheit                                      | 24. Mai 2011      | –                 | –                 |
| 25. Wissenschaft und Forschung                                           | 13. Januar 2011   | 27. Juni 2011     | 27. Juni 2011     |
| 26. Bildung und Kultur                                                   | 14. Januar 2011   | 27. Juni 2011     | 27. Juni 2011     |
| 27. Umwelt                                                               | 19. Januar 2011   | 18. Dezember 2012 | –                 |
| 28. Verbraucher- und Gesundheitsschutz                                   | 16. Mai 2011      | 30. März 2012     | 30. März 2012     |
| 29. Zollunion                                                            | 6. April 2011     | 24. Oktober 2012  | –                 |
| 30. Beziehungen nach Außen                                               | 19. Mai 2011      | 18. Dezember 2012 | –                 |
| 31. Außenpolitik, Sicherheits- und Verteidigungspolitik                  | 20. Mai 2011      | 30. März 2012     | 30. März 2012     |
| 32. Finanzkontrolle                                                      | 2. Februar 2011   | 22. Juni 2012     | –                 |
| 33. Finanz- und Haushaltsbestimmungen                                    | 4. April 2011     | 12. Dezember 2011 | –                 |
| 34. Institutionen                                                        | entfallen         | entfallen         | entfallen         |
| 35. Andere Fragen                                                        | entfallen         | entfallen         | entfallen         |
| insgesamt                                                                | 33                | 27                | 11                |

Verhandlungsfortschritt:

Am 12. März 2015 zog die Regierung den Beitrittsantrag endgültig zurück.